# Hentzia vernalis
Hentzia vernalis là một loài nhện trong họ Salticidae.
Loài này thuộc chi Hentzia. Hentzia vernalis được Elizabeth Maria Gifford Peckham & George William Peckham miêu tả năm 1893.